# 本因坊丈策
本因坊丈策（ほんいんぼうじょうさく、享和3年（1803年） - 弘化4年8月18日（1847年9月27日））は、江戸時代の囲碁棋士で、家元本因坊家の十三世、七段上手。法名は日秀。
本因坊元丈の実子。ただし本因坊家に残された文書「碁所旧記」では元丈の甥と記述されている。
本因坊丈和引退後に家督を継ぐが、井上幻庵因碩の名人碁所出願に際して、跡目の秀和に争碁を打たせた。

## 生涯
幼名は岩之介。天保5年(1834年)に、六段で本因坊丈和の跡目となる。同年御城碁に初出仕。翌天保6年の御城碁では、これが御城碁最終局となる安井仙知に先番11目勝ちし、これが丈策一生の好局と言われている。
天保9年(1838年)に丈和の跡目となり、天保10年に丈和が引退して、丈策が十三世本因坊となる。翌年に他三家の推薦によって七段昇段。また同年、土屋秀和を跡目として、これも七段に進める。丈和の引退によって幻庵因碩が名人碁所の願書を寺社奉行に提出したのに丈策は異義を申し立て、各家元は争碁の相手を選ぶよう申し付けられて、丈策、林元美らは秀和を指名する。幻庵は当主の丈策が打つべしと主張したが、棋力では勝てる見込みの無い丈策は苦しみ病に倒れ、寺社奉行稲葉丹後守正守は幻庵と秀和の四番の争碁を申し付けた。結局秀和は先番で勝ち、幻庵は名人願を取り下げることとなった。
この後幻庵因碩は、丈和の子で水谷家養子となっていた水谷順策（戸谷道和）を井上家跡目に乞うが、丈策はこれを断る。幻庵はさらに丈和にこれを願い、丈和が了承して、天保16年に順策は井上家跡目秀徹となった。
病弱であったが、御城碁は弘化3年(1846年)まで勤める。門下には秀和、水谷琢順、弟の吐龍宝蓮と宮重芝吉（策全）、白木助左衛門らがいて、当時の上野車坂下の本因坊家道場は大いに隆盛した。学者肌の文人で、博識棋界第一とも称される。弘化4年没。丈和が丈策を後継者にしたのは、師の元丈の恩に報いるためとの巷説もある。

### 御城碁戦績
- 1834年（天保5年）先番2目負 服部雄節
- 1835年（天保6年）先番11目勝 安井知得仙知
- 1836年（天保7年）先番中押勝 服部因淑
- 1837年（天保8年）白番中押勝 林柏栄
- 1838年（天保9年）先番中押勝 林元美
- 1839年（天保10年）白番3目勝 安井算知
- 1841年（天保12年）先番中押負 林柏栄
- 1842年（天保13年）先番9目勝 阪口仙得
- 同年 白番中押負 安井算知
- 1843年（天保14年）白番中押勝 林柏栄
- 同年 先番5目勝 阪口仙得
- 1845年（弘化2年）先番4目勝 林柏栄
- 1846年（弘化3年）白番中押勝 林柏栄
- 同年 先番7目負 安井算知

## 著作
- 『古今衆秤』青藜閣 1843年（本因坊知伯から元丈の代までの本因坊家の打碁65局を収めたもの）